# Karl-Heinz Schwadtke
Karl-Heinz Schwadtke (* 5. August 1925 in Berlin; † 7. April 1986 ebenda) war ein deutscher Schifffahrtshistoriker und Sachbuchautor. Er beschäftigte sich mit der Geschichte der deutschen Handelsflotte und deren Verbleib und Entwicklung nach dem Zweiten Weltkrieg.

## Leben
Karl-Heinz Schwadtke verbrachte seine Kindheit in Berlin, wo er auch zur Schule ging. Der Ausblick aus der Wohnung seiner Eltern auf die Gleisanlagen des Anhalter Bahnhofs weckte in ihm früh das Interesse für die Technik. Es entstanden erste Zeichnungen von Lokomotiven, Stellwerken und nach Besuchen in Swinemünde und Stettin Fotografien von Schiffen. Ab 1940/41 begann Schwadtke eine Korrespondenz mit Erich Gröner, der ein Marine-Archiv leitete.
Nachdem die Familie zum zweiten Mal ausgebombt wurde, verließ Schwadtke Berlin und fand eine Anstellung bei Erich Gröner, dessen umfangreiche Sammlung von Fotos, Zeichnungen und anderen Dokumenten seit Januar 1944 nach Dahlenberg im Landkreis Torgau ausgelagert war. Er war für ihn als Rechercheur, Zeichner und Kurier tätig. Bei Kriegsende wurden beide von den Sowjets gefangen genommen und das Marine-Archiv beschlagnahmt.
Seine zeichnerische Begabung rettete ihn über die unmittelbare Nachkriegszeit, während der er seinen Lebensunterhalt mit Werbezeichnungen und dem Entwurf von Anzeigen für verschiedene in Berlin ansässige Firmen verdiente. In diese Zeit fällt auch die Arbeit an seinen ersten Büchern, die bei dem auf Schifffahrtspublikationen spezialisierten Verlag Eckardt & Meßtorff in Hamburg verlegt wurden. Die im Maßstab 1:1250 abgebildeten Seitenrisse waren mit Liebe zum Detail gezeichnet und verliehen seinen Publikationen einen unverwechselbaren Charakter.
Am 13. Juni 1952 heiratete er die Bankangestellte Gabriele Sandner. Sie half ihm bei der Arbeit an seinen Büchern und erstellte die Tabellen dafür in Heimarbeit auf der Schreibmaschine. Im Jahre 1956 schloss er die Zollschule in Herrsching ab und arbeitete zunächst am Flughafen Tempelhof. Sie hatten 2 Kinder, Ekkehard (* 1956) und Bettina (* 1958). Eine Versetzung zum Flughafen Bremen im Jahre 1961 brachte ihn in Kontakt mit weiteren Personen aus der Gilde der „Shiplover“, neben Jürgen Mayburg auch Arnold Kludas, der zu dieser Zeit bei der Hamburger Werft Blohm & Voss arbeitete.

## Schaffen
Sein erstes Buch behandelte die deutsche Handelsflotte und ihr Schicksal nach dem Krieg. Es folgte das periodisch erscheinende Jahrbuch der Deutschen Handelsflotte und weitere Bücher, wie die Ausgabe Moderne Handelsschiffe im Jahr 1954. Die Bücher „Erzfrachter“ und „Fähren – Ferries“ brachten einen Ausschnitt aus der weltweiten Flotte dieser beiden Schiffstypen, während das Buch „Hansa „A“, „B“, „C““ deutsche Standard-Frachtschiffe des Zweiten Weltkrieges behandelte.
Es folgte der Band „Die neue deutsche Handelsflotte im Bild“ mit Fotos aus seinem eigenen Archiv der beim Stalling Verlag erschien. Seit 1968 übernahm Schwadtke die bereits bei Erich Gröner verwendeten Chiffres zur Identifizierung unterschiedlicher Schiffstypen nach Bug- und Heckform sowie Aufbauten und Masten in seine Bücher.
1970 erschien die letzte Ausgabe „Deutschlands Handelsflotte“ im J. F. Lehmanns Verlag in München. Das Buch war aufwändig gedruckt, verkaufte sich aber aufgrund des hohen Preises schlecht. 1974 erschien der Band „Deutschlands Handelsflotte 1939 - 1945“ im Stalling Verlag, die Abbildungsqualität der Zeichnungen erreichte aber nicht die Detailgenauigkeit der früheren Ausgaben. In den folgenden Jahren bis zu seinem Tod zeichnete Schwadtke überwiegend in Auftragsarbeit für verschiedene Publikationen.

## Schriften
- Die deutsche Handelsflotte und ihr Schicksal 1939. Eckardt & Meßtorff, Hamburg 1953. (Neudruck bei Libri Books on Demand, 2000, ISBN 3-7702-0532-4)
- Deutschlands Handelsflotte 1952. Eckardt & Meßtorff, Hamburg
- Deutschlands Handelsflotte 1953/54. Eckardt & Meßtorff, Hamburg
- Moderne Handelsschiffe. Eckardt & Meßtorff, Hamburg 1954.
- Deutschlands Handelsflotte 1956. Eckardt & Meßtorff, Hamburg
- Deutschlands Handelsflotte 1957. Eckardt & Meßtorff, Hamburg
- Deutschlands Handelsflotte 1958/59. Eckardt & Meßtorff, Hamburg (Neudruck bei Libri Books on Demand, 2000, ISBN 3-7702-0533-2)
- Deutschlands Handelsflotte 1960/61. Eckardt & Meßtorff, Hamburg (inside cover shows 1959/60)
- Erzfrachter. Eigenverlag 1961.
- Deutschlands Handelsflotte 1962. Eckardt & Meßtorff, Hamburg
- Deutschlands Handelsflotte 1964. 8. Auflage. Eckardt & Meßtorff, Hamburg
- Fähren – Ferries. Eigenverlag 1965.
- Die neue deutsche Handelsflotte im Bild. Stalling Oldenburg/Hamburg 1966.
- Deutschlands Handelsflotte 1968. 9. Auflage. Eckardt & Meßtorff, Hamburg
- Hansa  „A“,  „B“,  „C“. Eigenverlag 1969
- Deutschlands Handelsflotte 1970. J. F. Lehmanns München, ISBN 3-469-00343-2.
- Deutschlands Handelsschiffe 1939–1945. Stalling, Oldenburg/Hamburg 1974, ISBN 3-7979-1840-2.